# Сянки (гміна)
Ґміна Сянкі — колишня (1934–1939 рр.) сільська ґміна Турківського повіту Львівського воєводства Польської республіки. Центром ґміни було село Сянки.
Ґміну Сянкі було утворено 1 серпня 1934 р. у межах адміністративної реформи в ІІ Речі Посполитій із дотогочасних сільських ґмін: Беньова, Ботелка Вижня, Бітля, Гнила, Яворів, Сянки, Турочки Вижні.
Гміна ліквідована в 1940 р. у зв’язку з утворенням Боринського району.